# Палвал (округ)
Палвал (англ. Palwal, хинди पलवल जिला) — округ в индийском штате Харьяна. Образован 15 августа 2008 года. По данным всеиндийской переписи 2001 года население округа составляло 829 121 человек. Административный центр округа — город Палвал. Согласно легенде, город (а затем и округ) получил своё название по имени демонического царя Палвасуры, правившего этим регионом во времена «Махабхараты» и убитого старшим братом Кришны Баларамой. В честь этого события в округе ежегодно проводится крупный индуистский фестиваль.
На железнодорожной станции в Палвале впервые был арестован Махатма Ганди.